# Macaranga involucrata
Macaranga involucrata là một loài thực vật có hoa trong họ Đại kích. Loài này được (Roxb.) Baill. mô tả khoa học đầu tiên năm 1858.